# 賣報小郎君
賣報小郎君，中國大陸網路作家，代表作品《大奉打更人》。卖报小郎君開創了修仙探案流派，創造了起點中文網最快達成十萬均訂、起點仙俠第一本十萬均訂、起點高訂紀錄創造者三項紀錄，成為網路文學現象級作品。第六屆閱文原創IP盛典時，大奉打更人一舉囊括了“年度最佳作品”、“年度男頻人氣十強”、“年度東方幻想題材作品”及“年度影視改編期待作品”四項稱號。

## 主要作品
| 作品                 | 狀態   |
| -------------------- | ------ |
| 《九州經》           | 已完結 |
| 《我的姐姐是大明星》 | 已完結 |
| 《原來我是妖二代》   | 已完結 |
| 《大奉打更人》       | 已完結 |
| 《靈境行者》         | 已完結 |